# George Pickett
Pour les articles homonymes, voir Pickett.
George Edward Pickett (16, 25 ou 28 janvier 1825 – 30 juillet 1875) est un général de l'armée confédérée pendant la guerre de Sécession. Il est principalement connu pour la participation de sa division à un assaut infructueux et sanglant, lors de la bataille de Gettysburg, opération auquel son nom a été donné, la charge de Pickett.

## Jeunesse
Pickett est l'ainé d'une fratrie de huit enfants. Il naît à Richmond en Virginie, dans une famille de bonne réputation. Il est cousin avec Henry Heth, qui deviendra également général dans l'armée confédérée. Il étudie d'abord le droit à Springfield dans l'Illinois, où exerce l'avocat Abraham Lincoln. À l'âge de 17 ans, il intègre finalement l'académie militaire. L'entrée de Pickett à West Point aurait été appuyée par Abraham Lincoln, alors élu à la chambre de l'État de l'Illinois, mais il s'agit vraisemblablement d'une légende véhiculée par la veuve du général après sa mort. En revanche, Lincoln, qui avait rencontré le jeune homme, lui a donné quelques conseils après qu'il eut été accepté. C'est en réalité John T. Stuart, élu à la Chambre des représentants, ami de l'oncle de Pickett et associé de Lincoln qui a usé de ses relations pour le faire admettre.
Pickett est un cadet populaire mais médiocre. Il est 59e et dernier de la promotion 1846. À une époque où un tiers de la promotion abandonnait avant la fin des études, le fait que Pickett ait fourni un travail suffisant pour obtenir son diplôme doit néanmoins être souligné. La dernière place de chaque promotion conduisait généralement son détenteur à des fonctions obscures mais la guerre permit à certains d'entre eux, tels Pickett et Custer, de briller.

## Carrière militaire

### Débuts
Il reçoit un brevet de sous-lieutenant et est affecté au 8e régiment d'infanterie. Lors de la guerre américano-mexicaine, à la bataille de Chapultepec, il se distingue en prenant le commandement du groupe chargé d'accrocher le drapeau américain sur le toit du château, après la blessure de son ami, le lieutenant James Longstreet.
Après la guerre, il est promu lieutenant en 1849 puis capitaine en 1855 et est affecté au 9e régiment d'infanterie. Il sert ensuite dans le territoire de Washington où il supervise la construction d'un fort ainsi que d'une maison.

### Pig War
En 1859, il prend le commandement de la compagnie D du 9e régiment d'infanterie basée à San Juan Island alors que le ton monte entre des fermiers américains et la compagnie de la Baie d'Hudson. Le casus belli est causé par le fermier Lyman Cutler (en) lorsqu'il tue un porc appartenant à la compagnie qui s'était introduit à de multiples reprises sur son terrain. Bien que le fermier ait proposé de rembourser l'animal, la compagnie exigea que l'affaire soit jugée devant un magistrat britannique ce qui déclencha la confrontation connue sous le nom de « Pig War ». L'empire britannique envoie une expédition composée de trois navires de guerre et d'un millier d'hommes. Le commandant britannique, qui a l'ordre d'éviter un affrontement direct avec les soldats américains, somme Pickett de se retirer ce qu'il refuse. Il dispose ses 68 hommes en ligne, à proximité de la plage, ce qui empêche le débarquement adverse. Finalement, la tension s'apaise car aucun des deux pays ne souhaite entrer en guerre à cause d'un porc.

### Guerre de Sécession

#### Avant Gettysburg

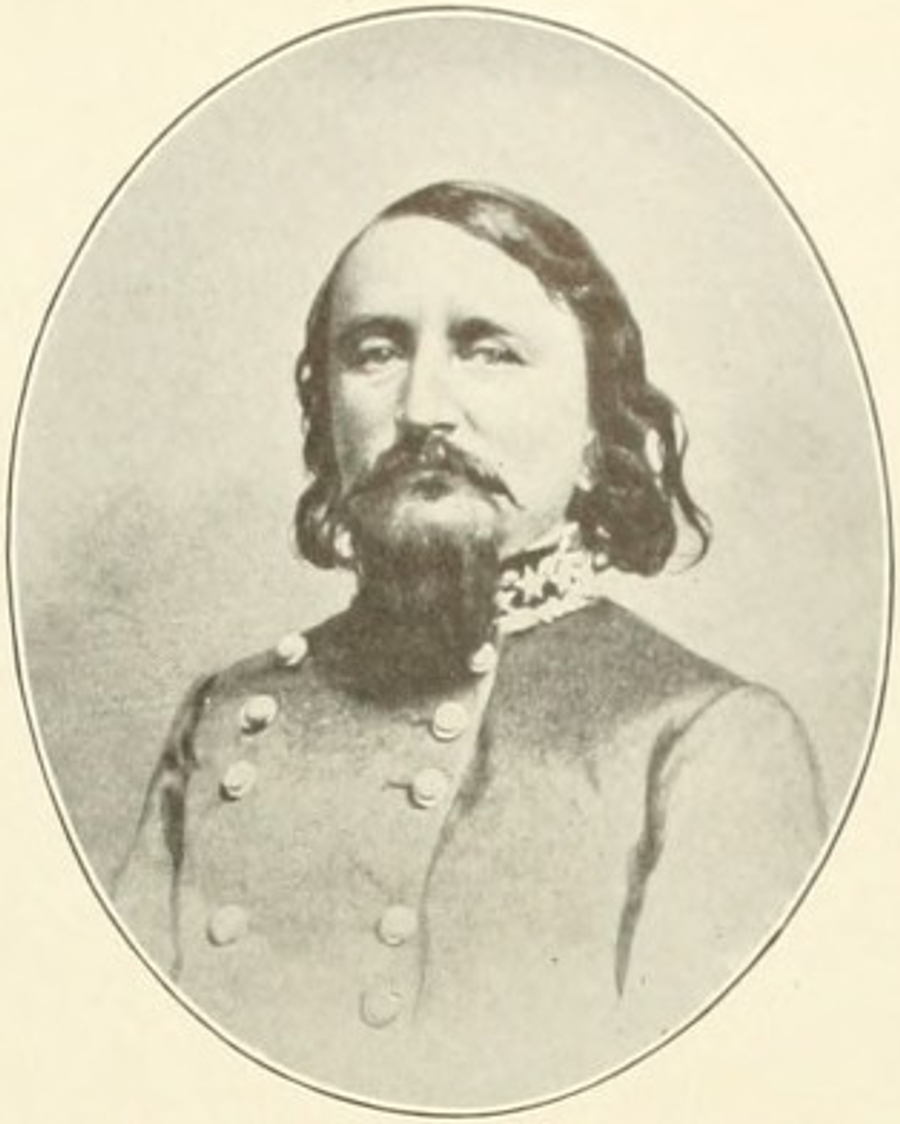
Portrait de George E. Pickett

Après l'attaque de Fort Sumter, la Virginie fait sécession et Pickett rejoint son état natal pour contribuer à sa défense malgré sa profonde opposition au système esclavagiste. Il est d'abord nommé major dans l'artillerie de l'armée confédérée. Il obtient rapidement le grade de colonel et est chargé de commander une partie de la ligne de défense à proximité de Fredericksburg, le long de la rivière Rappahannock, sous les ordres du général Theophilus H. Holmes. Grâce à l'influence de ce dernier, il obtient les prérogatives d'un général de brigade en janvier 1862. Il est décrit comme un homme élégant, tant dans sa manière de s'habiller que dans le soin qu'il apporte à sa moustache, à sa barbe et à ses cheveux.
Il commande pour la première fois lors de la campagne de la Péninsule, à la tête d'une brigade qui s'est surnommée « les coqs de combat ». Il dirige ses hommes avec habileté lors des batailles de Williamsburg et des Seven Pines et gagne le respect de ses supérieurs. Lors de la bataille de Gaines's Mill il mène une attaque au cours de laquelle il est blessé à l'épaule. Avec l'aide de renforts il parvient néanmoins à briser la ligne nordiste. Initialement considérée comme bénigne, sa blessure met finalement Pickett hors de combat pour trois mois (son bras conservera une raideur pendant un an). Il est d'abord remplacé temporairement par le colonel Eppa Hunton du 8th Virginia Infantry, puis par le brigadier général Richard Garnett pour la campagne du Maryland(p477).
Lorsqu'il reprend son poste en septembre 1862, il est promu et prend le commandement d'une division dans le corps d'armée commandé par James Longstreet, qui a, comme son ami de la guerre américano-mexicaine, gravit les échelons du commandement. Les hommes de Pickett sont légèrement engagés lors de la bataille de Fredericksburg en décembre mais ne déplorent aucun mort. Ils ne sont pas présents lors de la bataille de Chancellorsville, en mai 1863, la totalité du corps de Longstreet participant à un léger accrochage près de Fort Anderson, lors duquel la division de Pickett n'est pas engagée.

#### Gettysburg
La division de Pickett arrive sur le champ de bataille dans la soirée du 2 juillet 1863. L'armée de Virginie du Nord vient de livrer deux jours de combats difficiles sans parvenir à s'emparer des positions de l'armée du Potomac. Le général Lee a prévu de lancer le lendemain un assaut d'envergure sur le centre de la ligne de défense de l'Union qu'il pense affaibli. Il demande à Longstreet d'engager trois divisions dans l'attaque : celles des généraux Pettigrew et Trimble, qui ont déjà combattu les jours précédents, et celle de Pickett.
Les hommes de Pickett sont répartis dans trois brigades commandées par les généraux Armistead, Garnett et Kemper. Ils sont engagés sur le flanc droit de la charge. Seule la division de Armistead parvient à enfoncer provisoirement les troupes nordistes mais elle est finalement repoussée. La charge est un bain de sang. La moitié des hommes engagés parvient à regagner les lignes de la Confédération, les autres étant tués, blessés ou capturés. Pickett est indemne ce qui n'est pas le cas de ses trois commandants de division (Armistead et Garnett sont morts et Kemper est blessé) et de ses treize commandants de régiments. Cette situation amène à penser qu'il s'est tenu très en retrait des combats (même si sa position exacte n'a jamais été établie avec certitude), ce qui lui a valu des critiques par la suite.
Mais il faut préciser que Lee avait donné des consignes de prudence à ses généraux, les batailles précédentes ayant entraîné des pertes importantes dans leurs rangs.
Malgré l'échec de la charge, Lee ordonne à Pickett de rassembler sa division en prévision d'une éventuelle contre-offensive de l'armée adverse, ce à quoi Pickett, inconsolable, aurait répondu : « General Lee, I have no division. »,. Son rapport officiel n'a jamais été retrouvé. La rumeur veut que le général Lee ait refusé un premier rapport amer et très critique et exigé une nouvelle version, dont il n'existe aucune trace. La question des rapports entre Lee et Pickett après la charge reste posée. Selon John Singleton Mosby, Pickett considérait que Lee était « l'homme qui a détruit [sa] division », mais d'autres officiers confédérés réfutent cette version.

#### Après Gettysburg
Bien que personne ne l'ait blâmé de l'échec de l'assaut, la carrière de Pickett commence à décliner après Gettysburg. Il commande les troupes chargées de défendre les états sudistes et la capitale, Richmond, pendant l'hiver 1863. Il est ensuite affecté au commandement d'une division lors de la bataille de Cold Harbor mais il n'entre pas en contact avec l'ennemi au cours de celle-ci. Sa division est ensuite engagée lors du siège de Petersburg. À cette occasion, il subit une nouvelle humiliation. Le 1er avril 1865, il se trouve en retrait de ses troupes avec les généraux Fitzhugh Lee et Thomas L. Rosser. Les trois hommes mangent des grillades d'aloses et ont négligé de prévenir de leur absence. C'est donc sans commandement que leurs hommes doivent affronter l'armée de l'Union lors de la bataille de Five Forks. La lourde défaite que subit la Confédération lors de celle-ci contraint Lee à évacuer Petersburg et Richmond.
Le 6 avril 1865, après la bataille de Sayler's Creek, Pickett et d'autres généraux (Richard H. Anderson et Bushrod R. Johnson) sont relevés de leur commandement, selon Walter H. Taylor, le chef d'état-major de Lee, mais il n'existe pas de trace de ces ordres et, du fait de la confusion qui règne lors de la campagne d'Appomattox, il est probable que Pickett ne fut pas informé de cette décision,. Le 9 avril, il commande donc ce qui reste de ses troupes lors de la bataille d'Appomattox Court House.

## Vie civile
Il s'enfuit au Canada avant de revenir à Norfolk en 1866. Il y exerce le métier d'agent d'assurance. Il tente d'obtenir une amnistie pour son action au cours de la guerre de Sécession. Son dossier est soutenu par plusieurs anciens généraux de l'armée de l'Union, tel Grant, mais c'est seulement un an avant sa mort, le 23 juin 1874, qu'il obtient un pardon plein et entier. Il meurt à Norfolk et est enterré à Richmond.

## Souvenir

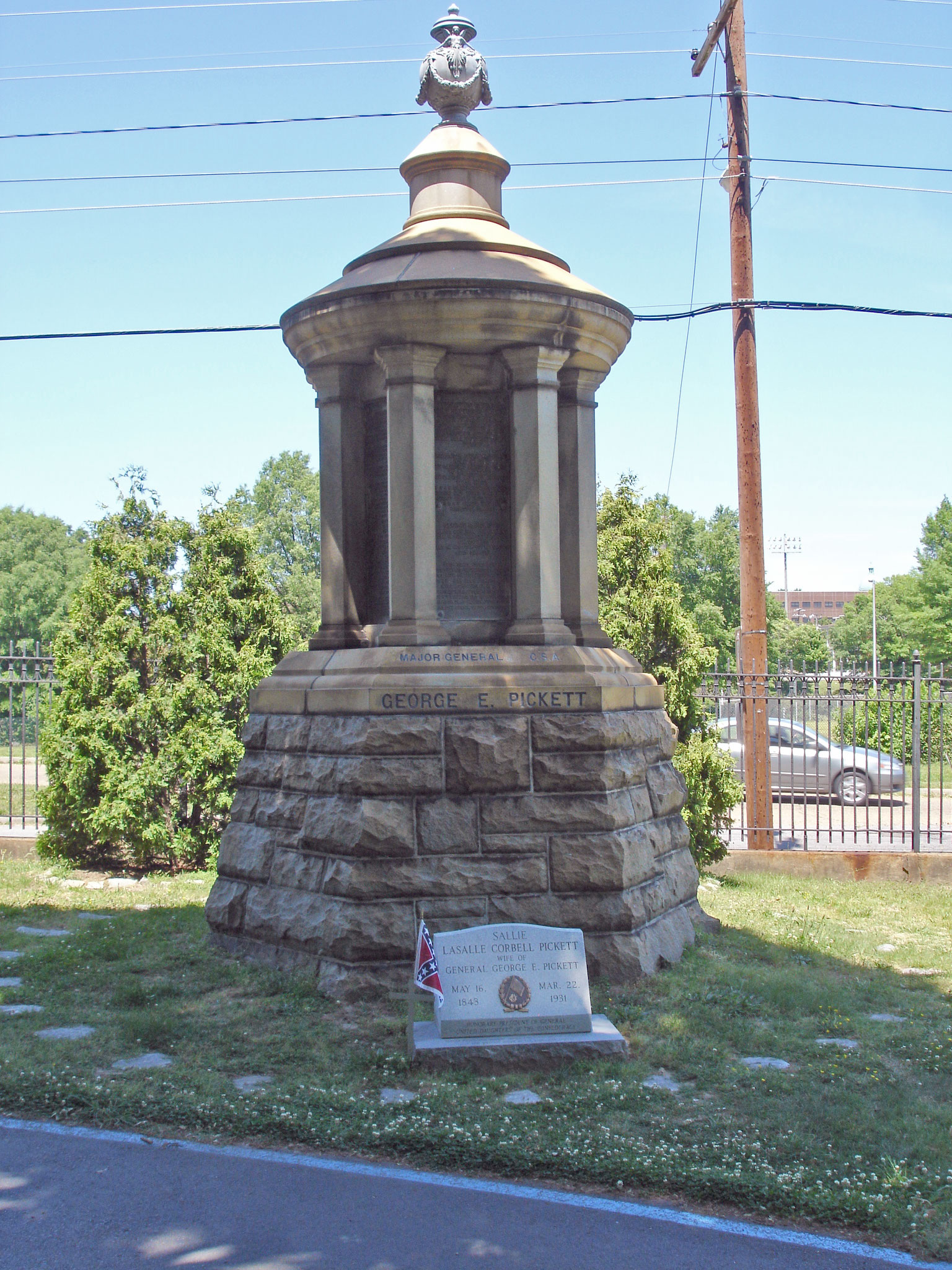
Tombe de George Pickett.

Plusieurs décennies après la mort de Pickett, sa veuve, Sallie, qui était beaucoup plus jeune que lui, devint un écrivain connu. Elle écrivit plusieurs ouvrages consacrés à son mari. Celui-ci y est décrit comme un grand soldat et comme le gentleman du Sud par excellence. Les historiens considèrent que cette vision romancée de Pickett a pour but de faire contrepoids à la vision négative développée par les tenants de la Cause perdue.
En 2025, Pickett est généralement considéré comme un héros tragique et décrit comme un officier flamboyant avide de conduire ses troupes à une victoire glorieuse jusqu'au drame de Gettysburg. Ses capacités comme général de brigade sont reconnues mais il est considéré comme un mauvais général de division. Les travaux de Douglas Southall Freeman ainsi que le livre de Michael Shaara et son adaptation cinématographique Gettysburg (dans lequel son rôle est joué par Stephen Lang) ont considérablement amélioré sa réputation dans la culture populaire.
Le monument mortuaire placé aujourd'hui sur sa tombe devait initialement être érigé sur le champ de bataille de Gettysburg mais le gouvernement américain refusa cette demande lorsque l'association de vétérans de sa division la présenta en 1875. Fort Pickett, lieu de garnison de la Garde nationale de Virginie, est nommé ainsi en son honneur.